# Lista de episódios de Outcast
A seguir se apresenta a lista de episódios de Outcast, uma série de televisão na qual apresenta Kyle Barnes, um rapaz que desde a infância, é afetado por possessões demoníacas. Outcast é uma série de horror e drama transmitida no canal de televisão Cinemax nos Estados Unidos. Desenvolvida pelo mesmo desenvolvedor de The Walking Dead, Robert Kirkman, Outcast se passa no estado americano Virgínia Ocidental. O elenco principal da série é constituído por diversos atores. Eles são: Patrick Fugit, Philip Glenister, Wrenn Schmidt, David Denman, Julia Crockett, Kate Lyn Sheil, Brent Spiner e Reg E. Cathey, que respectivamente interpretam Kyle Barnes, Reverendo Anderson, Megan Holter, Mark Holter, Sarah Barnes, Allison Barnes, Sidney e Chefe Byron Giles.
O primeiro episódio, "A Darkness Surrounds Him", foi emitido na noite de 3 de junho de 2016 e foi assistido por 0.152 milhões de telespectadores, um número razoável para uma estreia de série em uma emissora de televisão paga. Os episódios seguintes também não decepcionaram a nível de audiência. Antes mesmo da estreia da primeira temporada, a emissora Cinemax garantiu ao seriado uma renovação para uma segunda temporada. Um dos fatores que deram um ótimo reconhecimento para a série foi a ampla aclamação pela crítica especialista, uma vez que recebeu a avaliação de 70/100 do site agregador de arte Metacritic.

## Resumo
| Temporada | Temporada | Episódios | Episódios | Originalmente exibido | Originalmente exibido |
| Temporada | Temporada | Episódios | Episódios | Estreia da temporada  | Final da temporada    |
| --------- | --------- | --------- | --------- | --------------------- | --------------------- |
|           | 1         | 10        | 10        | 3 de junho de 2016    | 12 de agosto de 2016  |
|           | 2         | 10        | 10        | 3 de abril de 2017    | 5 de junho de 2017    |

## Episódios

### 1ª temporada (2016)
| N.º na série | N.º na temp. | Título                                                                       | Dirigido por   | Escrito por       | Exibição original    | Audiência (milhões) |
| ------------ | ------------ | ---------------------------------------------------------------------------- | -------------- | ----------------- | -------------------- | ------------------- |
| 1            | 1            | "A Darkness Surrounds Him" "(Uma Escuridão o Cerca)" (BR)                    | Adam Wingard   | Robert Kirkman    | 3 de junho de 2016   | 0.152               |
| 2            | 2            | "(I Remember) When She Loved Me" "((Eu Lembro) De Quando Ela Me Amava)" (BR) | Howard Deutch  | Jeff Vlaming      | 10 de junho de 2016  | 0.193               |
| 3            | 3            | "All Alone Now" "(Completamente Abandonado)" (BR)                            | Howard Deutch  | Chris Black       | 17 de junho de 2016  | 0.170               |
| 4            | 4            | "A Wrath Unseen" "(Uma Ira Oculta)" (BR)                                     | Julius Ramsay  | Robert Kirkman    | 24 de junho de 2016  | 0.249               |
| 5            | 5            | "The Road Before Us" "(A Estrada Diante de Nós)" (BR)                        | Craig Zobel    | Robin Veith       | 8 de julho de 2016   | 0.145               |
| 6            | 6            | "From the Shadows It Watches" "(Das Sombras Ele Assiste)" (BR)               | Tricia Brock   | Joy Blake         | 15 de julho de 2016  | 0.205               |
| 7            | 7            | "The Damage Done" "(O Dano Causado)" (BR)                                    | Leigh Janiak   | Nathaniel Halpern | 22 de julho de 2016  | 0.173               |
| 8            | 8            | "What Lurks Within" "(O Que Se Esconde no Interior)" (BR)                    | Scott Winant   | Tony Basgallop    | 29 de julho de 2016  | 0.154               |
| 9            | 9            | "Close to Home" "(Perto de Casa)" (BR)                                       | Howard Deutch  | Adam Targum       | 5 de agosto de 2016  | 0.146               |
| 10           | 10           | "This Little Light" "(Esta Pequena Luz)" (BR)                                | Loni Peristere | Chris Black       | 12 de agosto de 2016 | 0.152               |

### 2ª temporada (2017)
| N.º na série | N.º na temp. | Título                                                   | Dirigido por             | Escrito por               | Exibição original         | Audiência (milhões) |
| ------------ | ------------ | -------------------------------------------------------- | ------------------------ | ------------------------- | ------------------------- | ------------------- |
| 11           | 1            | "Bad Penny" "(Moeda Ruim)" (BR)                          | Tricia Brock             | Chris Black               | 3 de abril de 2017 (Fox)  | 0.149               |
| 12           | 2            | "The Day After That" "(O Dia Depois Disso)" (BR)         | Loni Peristere           | Adam Targum               | 10 de abril de 2017 (Fox) | 0.091               |
| 13           | 3            | "Not My Job to Judge" "(Não é Meu Trabalho Julgar)" (BR) | Howard Deutch            | Jeff Vlaming              | 17 de abril de 2017 (Fox) | 0.081               |
| 14           | 4            | "The One I'd Be Waiting For" "(Quem Eu Esperaria)" (BR)  | Alrick Riley             | Rebecca Sonnenshine       | 24 de abril de 2017 (Fox) | 0.049               |
| 15           | 5            | "The Common Good" "(O Bem Comum)" (BR)                   | Ti West                  | Chris Black & Adam Targum | 1 de maio de 2017 (Fox)   | 0.157               |
| 16           | 6            | "Fireflies" "(Borboletas)" (BR)                          | Fernando Coimbra         | Sarah Byrd                | 8 de maio de 2017 (Fox)   | 0.113               |
| 17           | 7            | "Alone When It Comes" "(Sozinha Quando Ele Chegar)" (BR) | Josef Wladyka            | Helen Leigh               | 15 de maio de 2017 (Fox)  | 0.117               |
| 18           | 8            | "Mercy" "(Misericórdia)" (BR)                            | Daisy von Scherler Mayer | Jeff Vlaming              | 22 de maio de 2017 (Fox)  | 0.098               |
| 19           | 9            | "This Is How It Starts" "(É Assim Que Começa)" (BR)      | Howard Deutch            | Adam Targum               | 29 de maio de 2017 (Fox)  | 0.093               |
| 20           | 10           | "To the Sea" "(Para o Mar)" (BR)                         | Loni Peristere           | Chris Black               | 5 de junho de 2017 (Fox)  | 0.108               |